# Marcilla
Marcilla település Spanyolországban, Navarra autonóm közösségben. Marcilla Villafranca, Funes, Peralta, Falces, Olite és Caparroso községekkel határos. Lakosainak száma 2921 fő (2024).

## Népesség
A település népessége az elmúlt években az alábbi módon változott:
| Lakosok száma | 2617 | 2636 | 2660 | 2834 | 2806 | 2823 | 2821 | 2858 | 2866 | 2921 |
|               | 2001 | 2004 | 2006 | 2009 | 2011 | 2014 | 2016 | 2019 | 2021 | 2024 |